# Hermandad de Moravia
Hermandad de Moravia es la iglesia evangélica preluterana más antigua de Europa, luego de la Iglesia evangélica valdense, cuyos orígenes se remontan al siglo XV. 
La Iglesia Morava fue formada por el movimiento husita en el Reino Checo a partir del año 1415. La iglesia tiene aproximadamente 825 000 miembros en todo el mundo, especialmente en países protestantes, Estados Unidos y América Central. La iglesia lleva el nombre de la región de Moravia en la actual República Checa.

## Región de Moravia

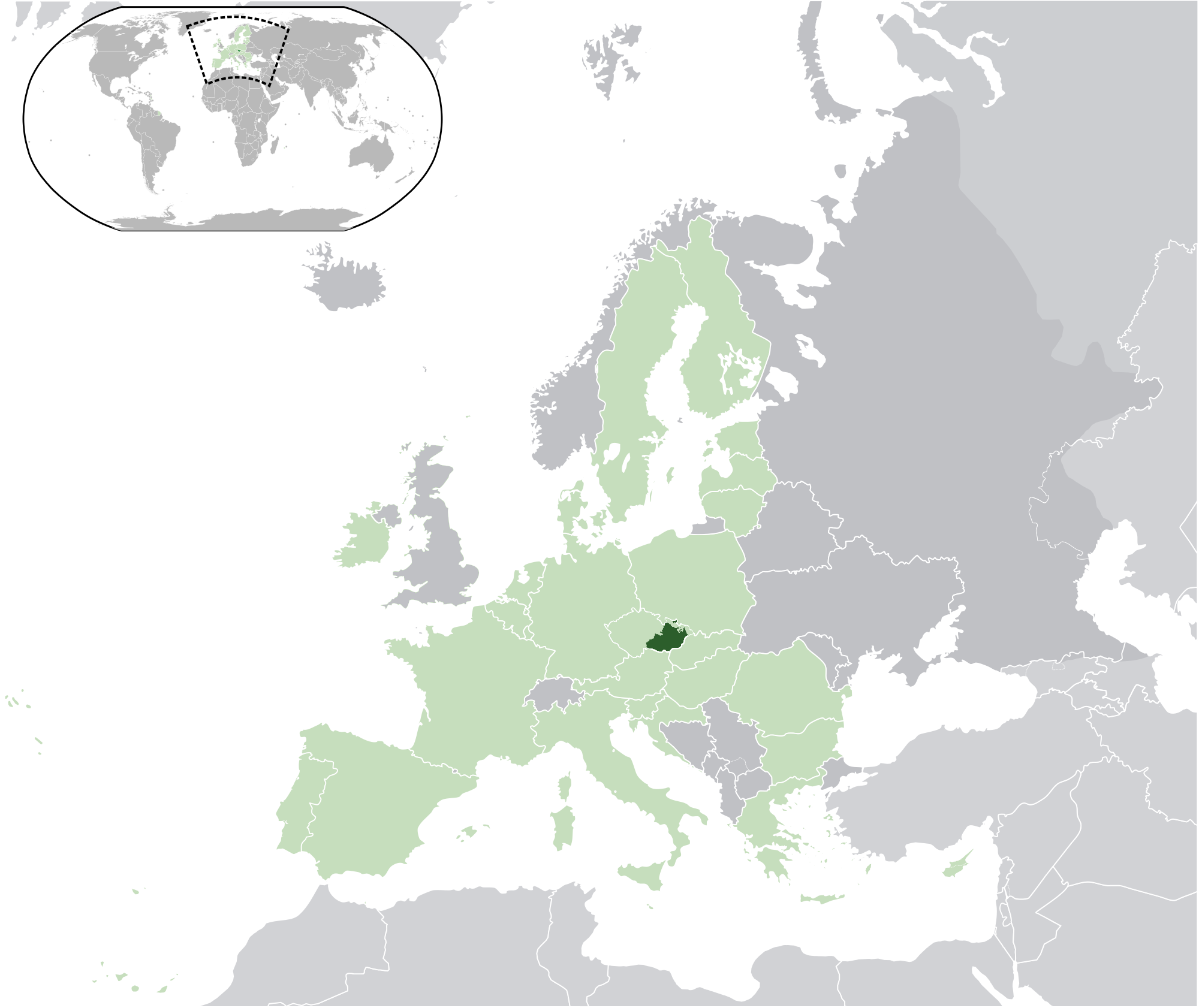
Moravia - uno de los países históricos checos

Moravia es uno de los países checos históricos, formando así parte de la actual República Checa en la Europa Central. 
Originalmente habitada por varias culturas poco conocidas, se sabe que alrededor del año 60 a. C. el pueblo celta de los boios se retiró de la región y fue sucedido por la tribu germánica de los cuados, siendo absorbidos por Roma y reemplazados en el siglo VI d. C. por tribus eslavas. En el año 833 se fundó el Estado de la Gran Moravia. El rey de Gran Moravia invitó a los misioneros Cirilo y Metodio, que tradujeron los libros litúrgicos al lenguaje eslavo, y que posteriormente fue elevado por el papa al nivel del latín y griego. A partir del siglo XI, Moravia se unió permanentemente a Bohemia formando la base de los llamados Países checos y del Reino Checo, pudiendo seguirse su historia en la Historia de la República Checa.

## Historia de la Hermandad y la Iglesia Morava
Esta fue una de las regiones más propicias para la propaganda valdense. Visitada por el mismo Pedro Valdo, quien según la tradición murió allí en 1217, ya hacia mediados del siglo contaba con más de 40 localidades ocupadas por valdenses y citadas por un inquisidor de Passau. 
Pero en Bohemia el movimiento valdense no debía tardar en ser absorbido por el despertar religioso que toma nombre de otro gran precursor de la Reforma: Juan Hus. Este no recibió ninguna influencia directa de Pedro Valdo, pero puede suponerse que indirectamente su protesta se enlaza a la suya, por cuanto que Hus fue en Bohemia un seguidor del reformador inglés John Wyclif, quien a su vez habría estado en relación con los discípulos de Valdo que habían pasado a Inglaterra. Hacia 1430 los valdenses se unieron a los husitas y principalmente al partido de los taboritas.

### 1415: Jan Hus y el movimiento husita

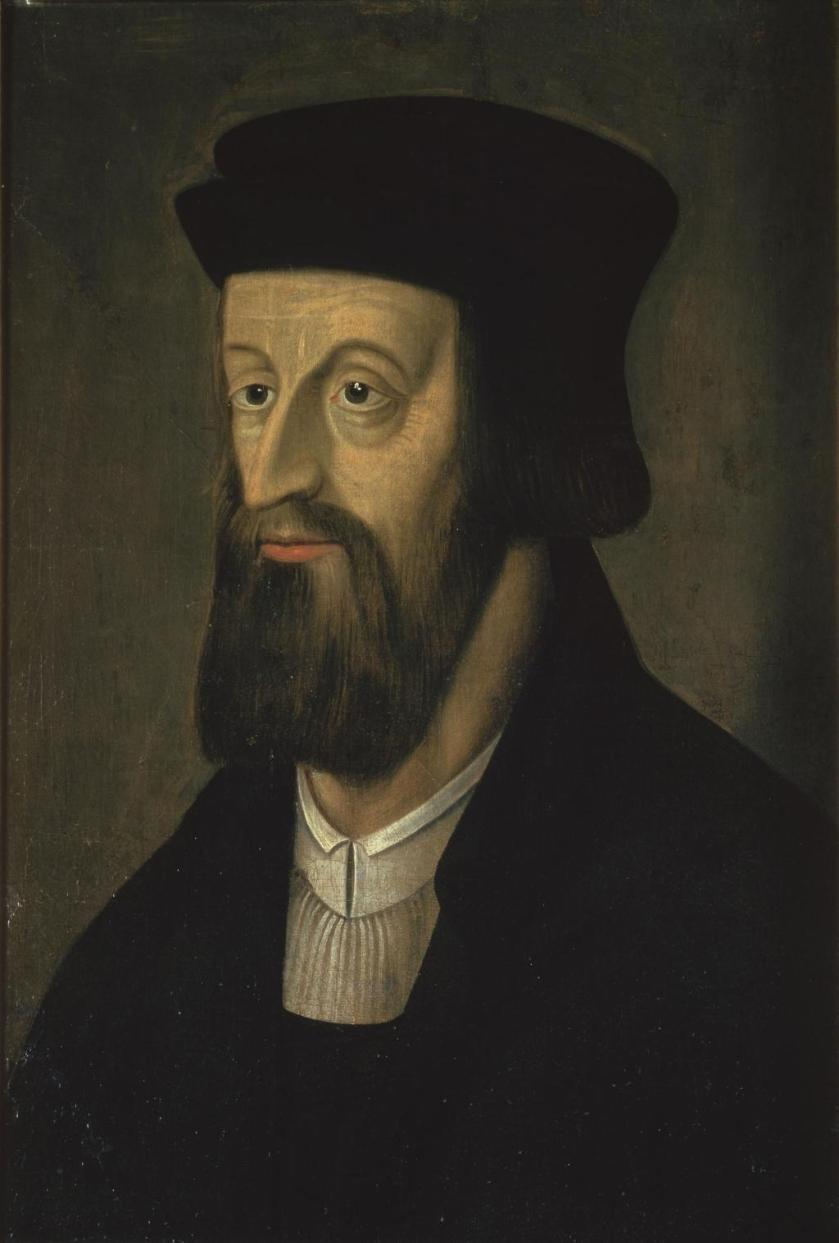
Jan Hus (Juan Hus), filósofo, maestro y sacerdote checo, ejecutado en Constanza por hereje en 1415.

El movimiento que vendría a llamarse Iglesia o Hermandad de Moravia comenzó a finales del siglo XIV, de la mano de un sacerdote checo, maestro y rector de la Universidad Carolina de Praga llamado Jan Hus. Hus quiso alejarse de lo que entendía como una corrupción en la Iglesia y volver la práctica religiosa a las raíces del cristianismo, las cuales consideraba que eran más puras. Esto consistía en que la liturgia fuera en el lenguaje del pueblo, que los cristianos laicos recibieran la comunión tanto en forma de pan como en vino y que se eliminaran las indulgencias y la creencia en el purgatorio.
Jan Hus fue ejecutado (quemado vivo) por hereje en el Concilio de Constanza el 6 de julio de 1415, siendo este el hecho que provocó un levantamiento en el Reino Checo. El movimiento husita se ganó el apoyo real de Wenceslao IV y adquirió cierta independencia de la Iglesia de Roma durante un tiempo, extendiéndose gradualmente hasta Polonia y dividiéndose en varias facciones: utraquistas, taboritas, huérfanos y otros. Una facción de los seguidores de Hus llegó a un trato con Roma que les permitía practicar sus ritos y doctrinas, aunque reconociendo la supeditación a la Iglesia católica. A estos se les llamó los utraquistas o moderados.

### 1457: Unitas Fratrum - Iglesia Independiente
El resto de los husitas, los taboritas, continuaron alejados de la Iglesia católica, y unos cincuenta años después de la muerte de Hus, en 1457, habían formado Unitas Fratrum (Unión de Hermanos) en Kunvald, Bohemia. Esta iglesia, liderada entonces por su fundador Petr Chelčický, forma la base de la Hermandad de Moravia internacional actual.
El grupo, que mantuvo una teología husita, acabó incorporando ideas luteranas, aunque manteniendo la jerarquía episcopal (incluso durante su persecución). Así, hay quien considera que los moravos fueron el primer grupo de protestantes. 
Uno de los aspectos más inusuales (dada la época) de estos primeros moravos sea su defensa de una educación universal. Era también frecuente que la hermandad fuera protegida por nobles locales que querían desmarcarse de la Viena de los Habsburgo.

### 1618: Comenius y la Guerra de los Treinta Años

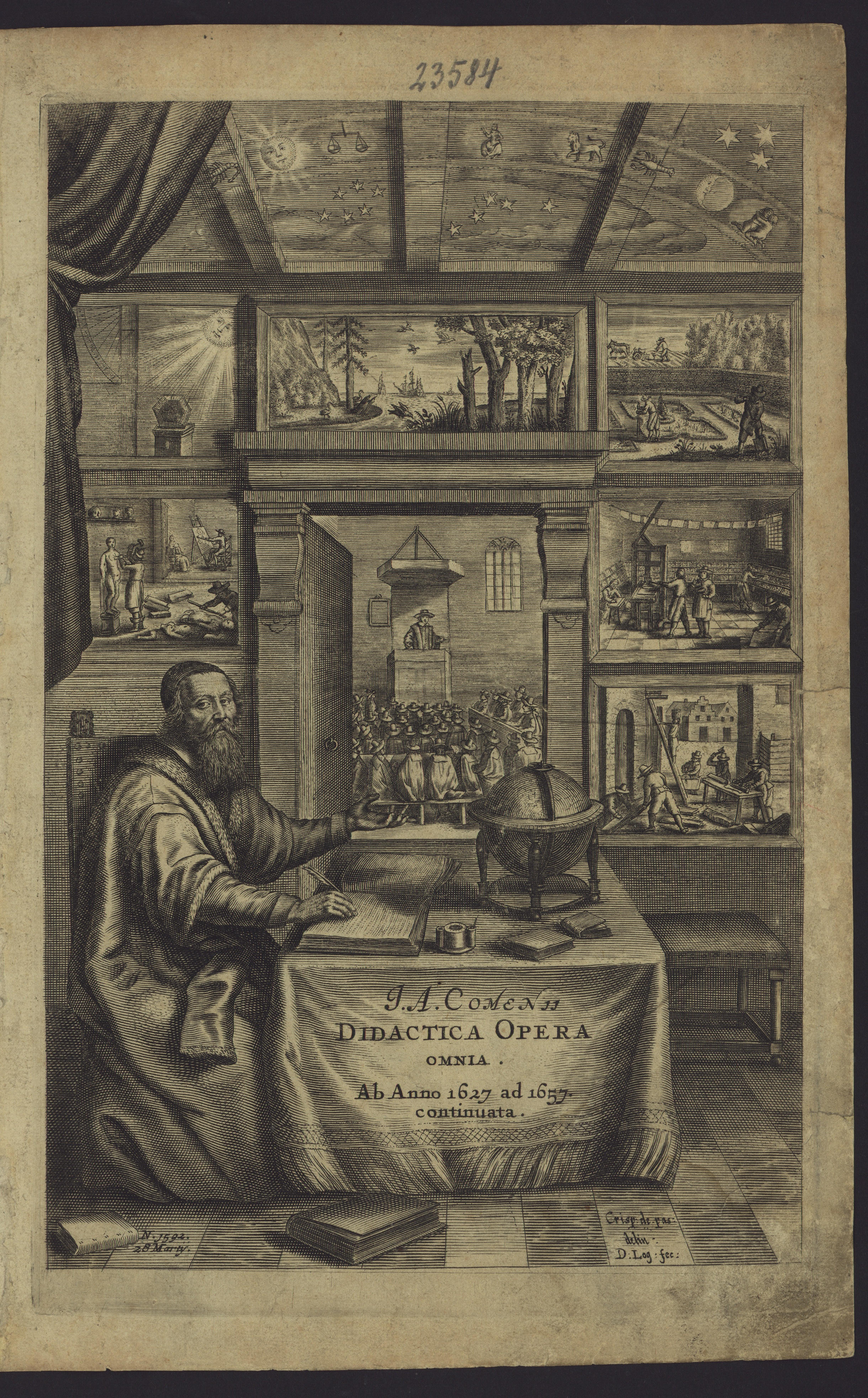
Jan Amos Comenius en un grabado holandés de 1657

Durante la guerra de los Treinta Años (1618-1648), la cual devastó la Europa central y el Sacro Imperio Romano Germánico, la hermandad fue severamente perseguida por nobles que se oponían a la Reforma. Debido a la Contrarreforma de la Iglesia católica, en 1620, se puso un ultimátum a todos los protestantes. Debían elegir entre abandonar las tierras dominadas por el catolicismo, o practicar su fe de forma clandestina. 
Como resultado de esto, los moravos se vieron obligados a actuar de forma clandestina, trasladándose finalmente a otras regiones eslavas, germánicas y llegando incluso a los Países Bajos, donde el obispo Comenius trató de dirigir su resurgimiento. En esta época los husitas ya se habían dispersado por todo el norte de Europa, estando las mayores comunidades en Lissa (Polonia) y en pequeños grupos aislados en Moravia. 
Jan Amos Comenius, el más conocido obispo moravo de este periodo, fue exiliado en Gran Bretaña, donde actuó como un importante modernizador de la educación. Después de la guerra civil en Gran Bretaña, se trasladó a los Países Bajos. Su nombre —Programa Comenius— ahora lleva un programa de educación de la Unión Europea.

### 1700: La renovación de Zinzendorf

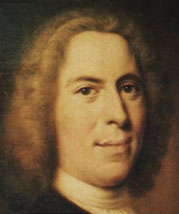
Nicolás von Zinzendorf.

Nicolaus Ludwig von Zinzendorf fue un conde nacido en Dresde (Sajonia) en 1700, al este de la actual Alemania. Zinzendorf fue educado en la tradición del Pietismo de Philip Jacob Spener y August Hermann Francke y estudió leyes, de acuerdo con los deseos de su familia. Sin embargo, su interés fue seguir sus ideales religiosos. En 1722 abandonó la corte de Dresde y se trasladó a sus fincas de Berthelsdorf, donde quería establecer un modelo de comunidad cristiana. Allí, Zinzendorf accedió a la petición de un carpintero llamado Christian David, el cual le pidió que permitiera a los protestantes perseguidos de Moravia asentarse en sus tierras, entre ellos, aquellos de la hermandad que habían estado viviendo clandestinamente desde la época de Comenio. 
En 1722, los refugiados fundaron un nuevo poblado, Herrnhut, a unos tres km de Berthelsdorf. El poblado fue estable al principio, pero en 1727, por desacuerdos religiosos, se dividió en dos facciones beligerantes. Zinzendorf, tras ser visitado por el Espíritu Santo en agosto de 1727, en una experiencia similar a la del día de Pentecostés, empleó una mezcla de autoridad feudal y carisma, forzando una fuerte transformación en la comunidad. 
El renacimiento de Herrnhut fue acompañado de diversas profecías, visiones, glosolalia y curaciones. El pueblo creció rápidamente después de esta transformación, convirtiéndose en el centro de un movimiento mayor de renovación cristiana durante el siglo XVIII.

### Estado actual
Provincias
La Iglesia Morava para su trabajo mundial está organizada en Unity Provinces, Mission Provinces y Mission Areas, basadas en el nivel de su independencia. 
Unidad de Provincias
- Alaska
- América (Norte): Groenlandia, Canadá y los estados del norte de los EE. UU.
- América (Sur): estado sureños de EE. UU.
- Británico: Bretaña e Irlanda del Norte
- Congo
- Costa Rica
- Chequia
- "Indias" orientales y occidentales: Trinidad, Tobago, Barbados, Antigua, San Kitts, y las Islas Vírgenes inclusive San. Croix, St. John, St. Thomas, Tórtola y Granada.
- Europa: Alemania, Países Bajos, Dinamarca, Suecia, Suiza
- Honduras
- Jamaica
- Malawi
- Nicaragua
- Sudáfrica
- Surinam
- Tanzania  (Rukwa)
- Tanzania  (sur)
- Tanzania  (Suroeste)
- Tanzania  (Oeste)

Provincias de misión
- Guyana
- Tanzania, Kigoma
- Labrador
- Zambia
- Tanzania Oriental y Zanzíbar
- Tanzania septentrional

Áreas de misión
- Belice
- Burundi
- Cuba
- Guyana francesa
- Haití
- Kenia
- Perú
- Ruanda
- Uganda
- Brasil